# 박종권
박종권(朴鍾權, 1962년 11월 1일 ~ )은 대한민국의 제4·6·7대 경상남도 사천시의원이다.

## 학력
- 삼천포공업고등학교 졸업

## 경력
- 삼천포공업고등학교 운영위원장
- 더불어민주당 경상남도당 건설산업발전특별위원장
- 2002.07 ~ 2006.06 제4대 경상남도 사천시의회 의원
- 2010.07 ~ 2014.06 제6대 경상남도 사천시의회 의원
- 2012.03.07 새누리당 탈당
- 2015.10 ~ 2018.06 제7대 경상남도 사천시의회 의원
- 2016.07 ~ 2018.06 제7대 경상남도 사천시의회 산업건설위원회 위원장
- 2017.09.27 더불어민주당 입당
- 2018.07 ~ 2022.06 제8대 경상남도 사천시의회 의원
- 2018.07 ~ 2020.07 제8대 경상남도 사천시의회 전반기 부의장
- 2020.07 ~ 2022.06 제8대 경상남도 사천시의회 후반기 의회운영위원회 위원장

## 역대 선거 결과
|  | 42.74% |

|  | 25.20% |

|  | 26.19% |

|  | 14.61% |

|  | 53.18% |

|  | 31.75% |

|  | 27.73% |